# Henri II de Goritz
Henri II de Goritz (né en 1266 mort le 24 avril 1323) est un noble germanique qui fut comte de Goritz de 1304 à 1323 et vicaire impérial dans le Nord-Est de l'Italie.

## Origine
Henri naît en 1266, il est le fils du comte Albert Ier (mort en 1304) et de sa première épouse Euphémia (morte entre 1266/1275), une fille du duc silésien Conrad II de Głogów de la dynastie Piast. Lors de la division du patrimoine familial en 1271, Albert reçoit les anciens droits des comtes de Goritz, dispersée du val Pusteria à la mer Adriatique autour de Gorizia, tandis que son frère Meinhard (mort en 1295) obtient les droits familiaux sur le comté du Tyrol. En 1286, Meinhard est en outre inféodé du duché de Carinthie par Rodolphe Ier de Habsbourg.

Les territoires du comté intérieur de Goritz au XIII.

Bien que Henri soit le fils aîné d'Albert Ier, son pouvoir est limité et il ne reçoit d'abord qu'une dotation financière réduite car il doit partager l'héritage paternel avec son frère, le comte Albert II (mort en 1327). Selon un contrat de division du 25 octobre 1303, réalisé alors que leur père est encore vivant, Henri II reçoit comme héritage les biens et droits de sa famille au sud du col du Monte Croce Carnico (Plöckenpass), c'est-à-dire le comté intérieur dans les pays des patriarches d'Aquilée en Frioul, l'Istrie, le Karst, la marche windique et la Carniole; ainsi que la seigneurie d'Eberstein, en Carinthie, et un quart du revenu considérable représenté par des droits dans le Tyrol. Son frère Albert II a obtenu le comté antérieur, les biens de la famille au val Pusteria, dans le district de Lienz et le régions limitrophes en Haute-Carinthie.
Lors de la première grande division des domaines des comtes de Goritz, survenue en 1271 entre les frères Meinhard et Albert Ier, la partition de 1303 signifiait un nouvel effritement de la puissance de la maison de Goritz. En outre, l'héritage de Henri II ne constituait pas une entité territoriale compacte, mais une série de titres de droits très différents, qui étaient concentrés dans le comté de Goritz et d'Istrie, c'est-à-dire sous la juridiction du patriarcat d'Aquilée.

## Débuts
Ver 1285, le jeune comte commence à intervenir sur la scène politique du Frioul: d'abord avec son père Albert Ier, puis, de plus en plus, seul. Dans ce contexte, il s'impose rapidement comme un chef couronné de succès. L'une de ses premières fonctions importantes est celle de podestat de le cité de Trieste, qu'il obtient en 1291. Il obtient ce premier mandat, car il a déjà mené des opérations militaires contre la république de Venise. Notamment pendant la guerre entre le patriarche et la Sérénissime en 1298 pour le contrôle de l'Istrie.
Henri libère Trieste de l'autorité de siège vénitien. Pendant la période suivante, entre 1310 et 1320, il reste le maître de la cité. Il place des gens de confiance au poste de podestat de sorte que l'indépendance de la ville vis-à-vis de Venise est considérablement renforcée par son soutien. Henri réussit néanmoins à garder ses relations assez cordiales avec la république de Venise qui lui accorde même en 1313, la citoyenneté.
Les objectifs de Henri sont concentrés sur le Frioul où il est en mesure de renforcer son influence contre le patriarcat d'Aquilée. Dans ce contexte, il prend comme allié le capitaine général de Trévise, Gherardo da Camino (it), dont il épouse la fille Béatrice en 1297. Alors que Gherardo da Camino, s’approprie de l'ouest, les possessions et droits de l'Église d'Aquilée, Henri II érodait la position du patriarche, prince d'Empire ecclésiastique.
La mort du patriarche Raimondo della Torre (it), le 23 février 1299, semble ouvrir de nouvelles opportunités, car le chapitre de chanoines d'Aquilée élit comme nouvel archevêque le duc Conrad II le Bossu, oncle maternel d'Henri de la dynastie des Piasts qui dans le même temps, est nommé le 18 mars par le parlement du Frioul; Capitaine général. Alors que le vice doyen du chapitre d'Aquilée gouverne la région en l'absence de l'évêque, le Capitaine général élu seulement la vacance au siège patriarcal contrôle la garde des fortifications, la sécurité des rues, de la communication, le maintien de la paix intérieure et de l'ordre public, en exécution des jugements et des ordres du vice doyen. En tant que capitaine général, Henri II, représente donc la plus haute position militaire dans les territoires de domination patriarcale.
Le pape Boniface VIII refuse de reconnaître l'élection de Conrad II le Bossu et nomme l'archevêque de Capoue Pietro Gerra au siège d'Aquilée. La mort prématurée de ce dernier en 1301, conduit de nouveau Henri III en tant que capitaine général, à la tête du Frioul, bien que les oppositions traditionnellement violentes persistaient dans les centres de pouvoir de la région. En particulier, les municipalités des communes d'une part, et les châtelains, d'autre part, représentent des intérets divergents, de sorte que les nobles étaient enclins à soutenir le comptage, tandis que Cividale, Udine, Gemona del Friuli et les autres municipalités lui sont généralement opposés. Avec Ottobuono di Razzi (it), le nouveau patriarche nommé par Boniface VIII en 1302, Henri entretient au début de bonnes relations.

## Règne personnel

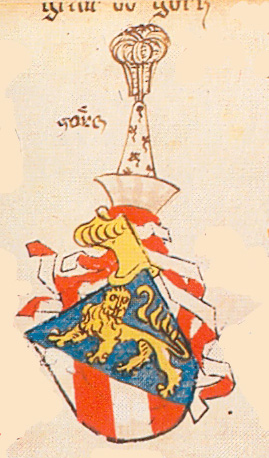
Les armoiries des comtes de Goritz, de l'armorial du duc Albert VI d'Autriche (1459).

Après la mort de son père au château de Lienz en 1304, Henri devient temporairement le représentant de toute la maison des comtes de Goritz. Même plus tard, son jeune frère et co-régent Albert II ne joue qu'un rôle effacé. En 1307, Henri complète son héritage d'origine par des possessions en Carinthie, dans la région de Lienz dans la vallée Pusteria, de sorte que jusqu'à sa mort, il contrôle les revenus dans ces pays.
Henri III entretient également des liens étroits avec Gherardo da Camino (it), qui meurt en 1306, puis avec son fils Rizzardo II da Camino (it). Dans ce contexte les attaques contre l'église d'Aquilée conduisent souvent à de véritables guerres civiles, qui altèrent les possibilités politiques et économiques du Frioul. Henri III en même temps, s'engage en Carniole et Carinthie avec le roi allemand Albert Ier de Habsbourg et ses fils, les ducs d'Autriche Léopold Ier et Frédéric le Beau ainsi que son parent le duc Henri de Carinthie. Pour la première fois en 1308, un accord est conclu entre le comte de Goritz et les princes territoriaux de Carinthie et du Tyrol, qui, en tant que fils de Meinard II de Goritz, sont de proches parents.
Lorsque le patriarche Ottobono en 1309, doit quitter pendant un certain temps sur le territoire relevant de sa juridiction, Henri II obtient immédiatement, par le Parlement, sa reconnaissance officielle en tant que Capitaine général du Frioul, et l'archevêque, une fois de retour, doit valider la décision. Henri III se retourne ensuite contre son beau-frère et allié Rizzardo II da Camino et ses partisans dans le Frioul.
Le comte Henri II peut alors restaurer, pendant un certain temps la paix intérieure dans la région, il élargit le champ de son action politique quand, en 1312, par le mariage de sa fille naturelle Agnès avec l'héritier de Cangrande della Scala, Alberto II della Scala. Appuyé sur cette alliance, après la fin de la seigneurie des Caminesi à Trévise, en 1312, le comte de Goritz se tourne particulièrement vers la commune voisine. En ce qui concerne ces ambitions, il peut également s'appuyer sur le mandat de l'empereur Henri VII du Saint-Empire, qui considère apparemment le comte de Goritz comme un homme de confiance gibelin influant dans le nord-est de l'Italie. Henri II, grâce à l'important soutien financier de Cangrande, triomphe en juillet 1313 des troupes des communes guelfes de Padoue et de Trévise. Ce succès militaire renforce sa position dans le Frioul, où même le Patriarche Ottobono, lors d'une convention de novembre de la même année, est contraint de l'accepter comme Capitaine général avec des pouvoirs étendus. Après la mort de Henri VII. Henri s'attache au duc d'Autriche Frédéric le Beau, comme un nouveau représentant de l'Empire. Les Habsbourg voient dans le comte de Goritz, pour des raisons géographiques, un partenaire valable pour leurs ambitions en Italie. De plus, précisément à ce moment, le comte de Goritz se tourne vers le roi Jacques II d'Aragon en négociant le mariage de son fils unique Meinhard V qui meurt quelques années plus tard, en 1318 avec Isabelle d'Aragon la fille du roi qui épousera ensuite Frédéric de Habsbourg, ce qui indique clairement le prestige international dont jouissait alors Henri III.
Henri II réussit à détacher progressivement la municipalité de Trévise de l'alliance étroite avec Padoue du parti Guelfe et, grâce à cela, aussi à la sphère d'expansion de Cangrande Della Scala. Son mariage avec Béatrice da Camino, la fille du « bon Gherardo », avait pu lui attirer la sympathie des anciens partisans du parti caminais de Trévise. Le changement d'alliances se fait en 1318 lorsque la municipalité, encore une fois alliée à Cangrande, se déclare prête à reconnaître la seigneurie du roi des Romains, Frédéric le Beau de la maison de Habsbourg. En tant que représentant du nouveau seigneur, Frédéric nomme Henri III comme son Vicaire en avril 1319, il lui confie également le même fonction à Conegliano. De ce fait l'alliance entre Henri III et Cangrande Della Scala se termine définitivement; cependant, le comte de Goritz sait gagner la confiance de la population qui lui était soumise, grâce à une conduite extrêmement prudente à Trévise; et mettant à profit cette expansion de son pouvoir, il conclut un accord avec le nouveau patriarche, Pagano della Torre, qui lui assure une position dominante, dans le Frioul.
Henri II représentait désormais une alternative et les habitants de Padoue, suivant l'exemple de Trévise, se tournent vers lui en novembre 1319. Jacopo de Carrara, officiellement seigneur de la ville, et le Grand Conseil décident de reconnaître de la même manière Frédéric d'Autriche en tant que chef de l'Empire et Henri III en tant que Vicaire impérial. La tactique du comte de Goritz est couronné de succès, même si le roi Frédéric nomme de manière inattendue comme vicaire à Padoue, non pas Henri mais Ulrico von Walsee. Néanmoins Henri II exerce dans cette ville une influence durable, et devient l'adversaire résolu de Cangrande lorsque ce dernier cherche à s'étendre dans des territoires de Padoue et Trévise. En août 1320, le comte inflige une défaite militaire à Bassigero au Scaligeri.
Ostensiblement pendant cette période Henri II réside à Trévise. Il jouissait d'au moins une partie du revenu substantiel de la municipalité et du district qui en dépendait. C'est dans son propre intérêt qu'il favorisait le trafic commercial vénitien à travers le territoire qu'il contrôlait, qui embrasse une zone essentielle des connexions entre Venise et le Nord. Même la défaite et l'élimination en 1322 du seigneur nominal de Trévise et Padoue, le roi allemand Frédéric le Beau de Habsbourg, à la bataille de Mühldorf par Louis de Bavière, son rival dans la lutte pour la couronne impériale, ne remet pas en cause la position acquise par le comte de Goritz comme vicaire impérial à Trévise et Conegliano et, dans l'ensemble de nord-est de l'Italie, car Henri se trouve également lié au parti du Bavarois vainqueur en ayant épousé après la mort de sa première femme Béatrice de Camino, une Wittelsbach, Béatrice, fille d'Étienne Ier de Basse-Bavière.
Henri II de Goritz meurt brutalement le 24 avril 1328. Son corps est provisoirement inhumé à Trévise jusqu'à ce qui soit transféré dans la sépulture familiale traditionnelle des contes de Goritz, le monastère bénédictin de Rosazzo dans le Frioul.

## Unions et postérité
Henri II de Goritz épouse en premières noces en 1297, Béatrice da Camino, morte en 1321 dont Meinhard V (mort en 1318), puis en 1322 Béatrice de Wittelsbach, fille d'Étienne Ier de Bavière duc de Basse Bavière qui lui donne un second fils Jean-Henri de Goritz né en février 1323, qui après la mort subite de son père le 24 avril de la même année sera son unique héritier légitime.

## Sources
- (it) Josef Riedman Enrico dans Enciclopedia Treccani.
- Anthony Stokvis, Manuel d'histoire, de généalogie et de chronologie de tous les États du globe, depuis les temps les plus reculés jusqu'à nos jours, préf. H. F. Wijnman, éditions Brill à Leyde 1889, réédition 1966, volume II, chapitre VI C 1., et tableau généalogique n° 11 « Généalogie des comtes de Goritz et de Tyrol ».
- (de) Europäische Stammtafeln Vittorio Klostermann, Gmbh, Francfort-sur-le-Main, 2004  (ISBN 3465032926),  Die Herzoge von Glogau †1476, und Sagan †1504 des Stammes der Piasten  Volume III Tafel 14.